# 空の神兵

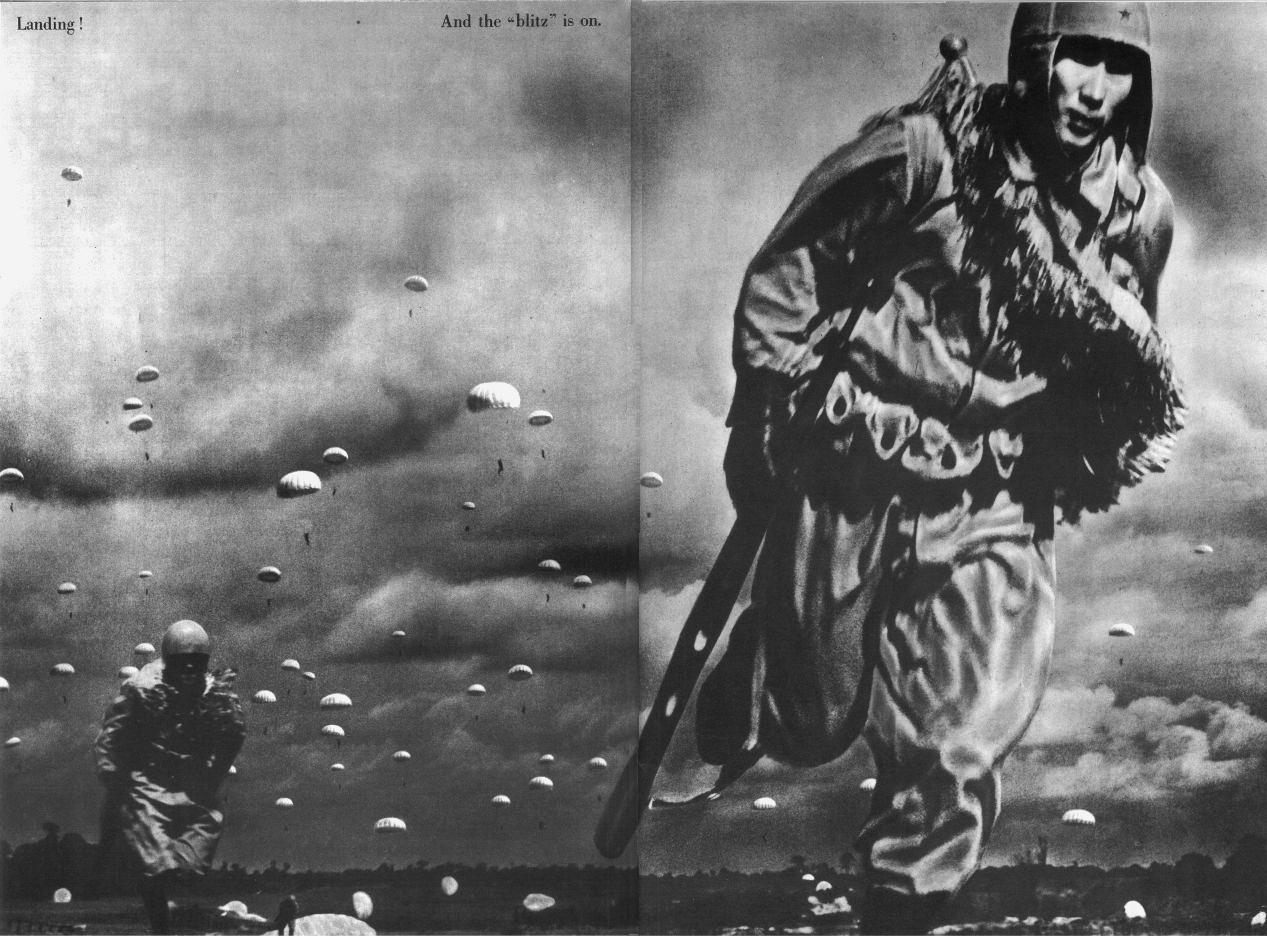
「空の神兵」こと帝国陸軍落下傘部隊（挺進部隊）

空の神兵（そらのしんぺい）とは、大日本帝国陸軍・海軍の落下傘部隊（空挺部隊・挺進部隊）、落下傘兵（空挺兵・挺進兵）に対する愛称。および、それら落下傘部隊を描いた日本の軍歌（戦時歌謡）、ならびに陸軍落下傘部隊を描いた映画作品のタイトル。

## 日本軍落下傘部隊

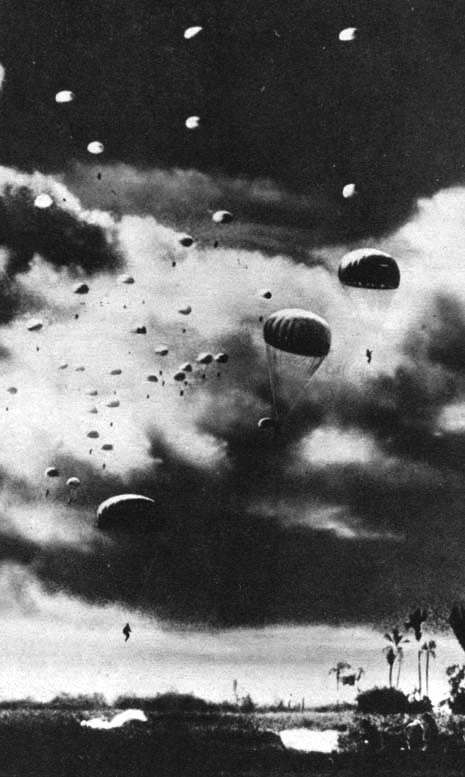
「真白き薔薇の花模様」と謳われた落下傘。パレンバンに降下する帝国陸軍第1挺進団

太平洋戦争（大東亜戦争）蘭印作戦中の1942年（昭和17年）1月11日に海軍の横須賀鎮守府第一特別陸戦隊の2波合計408名がセレベス島メナドに、同年2月14日に陸軍の第1挺進団（挺進第2連隊）の約400名がスマトラ島パレンバン（パレンバン空挺作戦）に敵前で奇襲落下傘降下を敢行した。作戦は成功し、オランダ軍他が守備する飛行場（メナドおよびパレンバン）や大油田・製油所（ともにパレンバン）を制圧した。これらの活躍から日本軍落下傘部隊に対し「空の神兵」の愛称が付けられた。

## 軍歌『空の神兵』
- 作詞 梅木三郎
- 作曲 高木東六
- 歌唱 鳴海信輔・四家文子/灰田勝彦・大谷冽子

上述の日本軍落下傘部隊を謳った軍歌（戦時歌謡・軍国歌謡）として、1942年4月にビクターレコードから発売。天降る落下傘を青空に咲く白薔薇になぞらえており、歌詞中の藍より青い空、純白の落下傘、赤き血潮といった色彩的表現や、軍歌としては異色な曲調、間奏部におけるチューブラーベルとグロッケンシュピールによる落下傘の描写が印象的である。
作曲者の高木東六は「自分はあの暗かった時代に少しでも彩りを、と思って作曲したら、あんな歌詞を付けられて迷惑した」と証言しているが、別の対談では「軍歌は嫌々作っていた」と前置きしたうえで「ただ空の神兵は、レコード会社の人が梅木三郎さんの歌詞を持ってきて、それを読んだ瞬間僕の頭にさわやかなイメージが広がったんです。簡明、直截、且つ美しいイメージはこれまでの軍歌にはなかったものです。これなら作れると瞬間的に思いました。 （中略） あの曲は僕の曲作り、曲想そのもので書く事ができたから、確か十五分くらいで出来上がったと思います」と証言している。こちらでは「歌詞から曲を作った」と証言している訳で、根本的に話が食い違っている。
1943年（昭和18年）8月〜1944年（昭和19年）8月のレコードの販売枚数は3万3000枚。
本歌は、帝国陸軍落下傘部隊を描いた後述の映画『空の神兵』の主題歌としても採用された。
なお、『空の神兵』同様に日本軍落下傘部隊を歌った軍歌として、ほかに『陸軍落下傘部隊の歌』（陸軍航空本部選詞・山田耕筰作曲）と『海軍落下傘部隊の歌』（米山忠雄作詞・江口夜詩作曲）があり、ともに1942年に発売されている。また太平洋戦争緒戦の各戦線（南方作戦）を題材とする『大東亜戦争陸軍の歌』（朝日新聞社選定、佐藤惣之助作詞・古関裕而作曲）では、第6番にてパレンバン空挺作戦が謳われている。

### 陸上自衛隊
この『空の神兵』は、帝国陸軍落下傘部隊（第1挺進集団）の事実上の後身である陸上自衛隊第1空挺団にも継承されている。
第1空挺団は衣笠駿雄元陸軍少佐に率いられた第1次研究員20名によって創設されたものであるが、この第1次研究員20名こそが太平洋戦争末期に帝国陸軍落下傘部隊において教育途中であった元挺進兵であった。さらに、第1空挺団創成期に空挺教育隊研究科長を務めていた田中賢一元陸軍少佐は、戦時中は一貫して帝国陸軍落下傘部隊に属する挺進兵であり、旧挺の伝統継承に尽力し空挺団の土台を構築している。
そのため帝国陸軍落下傘部隊の歴史は陸上自衛隊落下傘部隊の歴史とされ、その伝統を堂々と継承している第1空挺団の事実上の隊歌として使用、かつ「降下訓練始め」では歌唱付きの『空の神兵』がそのまま場内で放送されている。このほか、 富士総合火力演習や駐屯地祭・基地祭などでの降下展示の際に、音楽隊により演奏またはBGMが流される場合がある。

## 映画『空の神兵』
渡辺義美監督、陸軍航空本部監修、日本映画社製作、1942年9月公開の国策を目的とした帝国陸軍全面協力によるドキュメンタリー映画（戦争映画）。「陸軍落下傘部隊訓練の記録」の副題の通り、帝国陸軍落下傘部隊（挺進部隊）に志願して入隊した兵士達が、一人前の落下傘兵（挺進兵）として成長していく模様をナレーションを交え紹介する記録映画である。
映画は新米落下傘兵達が部隊長から訓辞を受けるシーンからはじまり、まずマット体操基礎運動から落下傘の折りたたみ方や座学、屋内・屋外（落下傘塔）にての擬似降下訓練の実技、落下傘兵専用の降下服や鉄帽にジャンプブーツを支給されてからは、セットの輸送機搭乗口からジャンプする機胴体訓練に、実機に体験搭乗しての慣熟飛行訓練を踏まえてからの単独落下傘降下を修了。最終的に総合演習として部隊単位での降下に着地後の戦闘演習を完了するまでを描く。
なお撮影対象の将兵達は帝国陸軍落下傘部隊に所属する本物の落下傘兵で、劇中の訓練模様も実際の訓練内容であり、九七式輸送機（中島AT-2）や九四式拳銃・九九式短小銃・九九式軽機関銃・九二式重機関銃・九七式自動砲・一〇〇式火焔発射機・九四式三十七粍砲などの武器・兵器類も実物が登場している。
主題歌『空の神兵』（上述）も劇中合唱・インスト版が効果的に使用され、映画公開後さらに大ヒットした。
映像は2004年（平成16年）に日本映画新社よりDVDが発売されている(DNN-684)。